# Pasteli

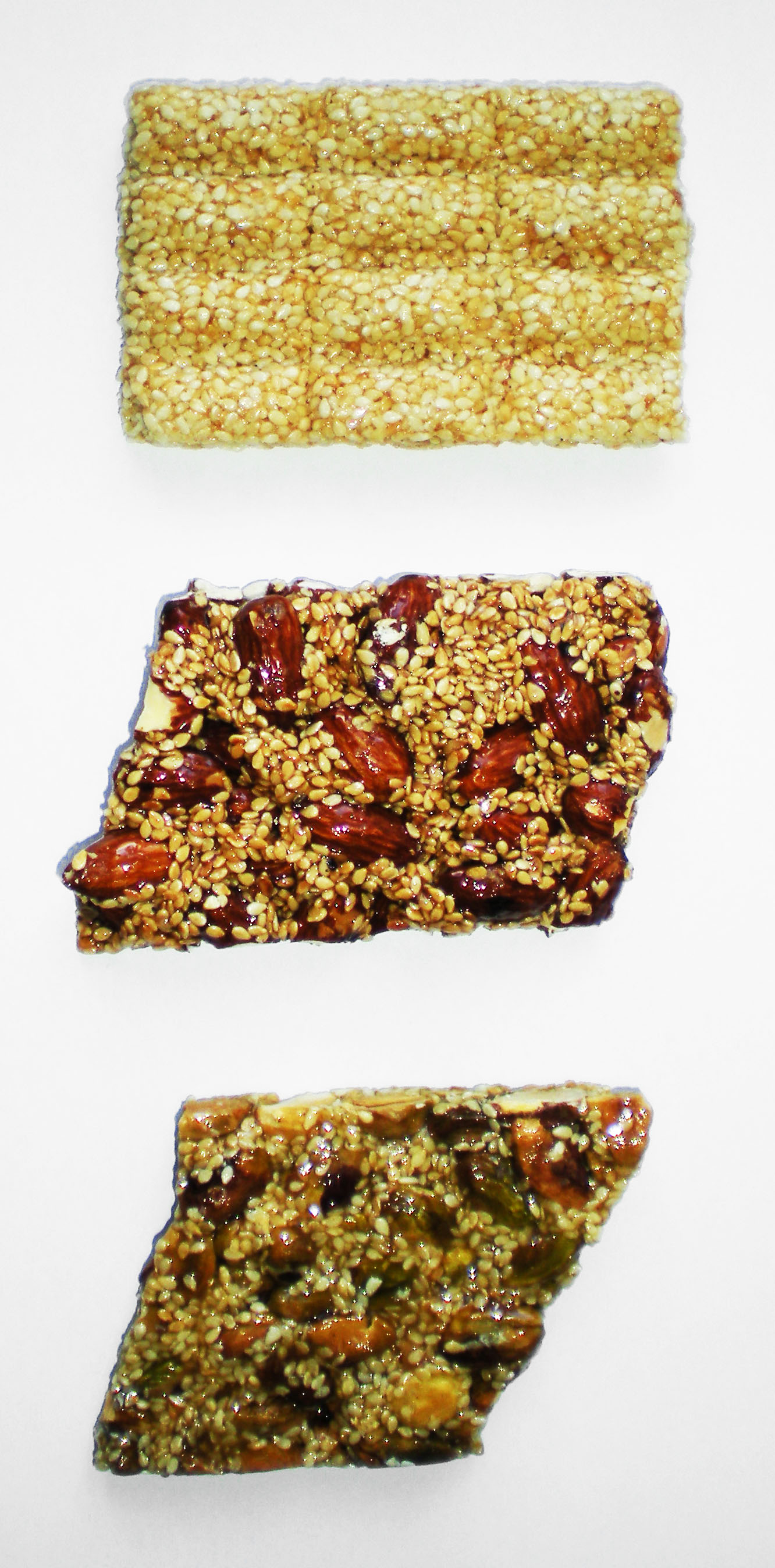
Pasteli-Varianten: mit Sesam, Mandeln und Pistazien

Pasteli (griechisch παστέλι (n. sg.)) ist eine traditionelle griechische Süßigkeit.

## Zusammensetzung
Das klassische Pasteli besteht aus Sesamsamen, die mit Honig zu einer Art Krokant-Plätzchen oder Riegeln gebacken werden. Es ist daher auch insbesondere in der Gegend um Thessaloniki verbreitet, in der Sesam angebaut wird. Dort sind auch noch etliche Pasteli-Bäckereien ansässig.
Zunehmend wurde jedoch in ganz Griechenland auch Pasteli beliebt, das aus Mandeln, Erdnüssen, Haselnüssen oder Pistazien hergestellt wird. Neben Honig werden auch Glucose und Zucker zur Herstellung verwendet.
Das in Griechenland typischerweise am Periptero (Kiosk) verkaufte knusperriegelartige Pasteli erhält seine harte Konsistenz durch die Verwendung von Kristallzucker.

## Geschichte
Bereits Homer erwähnt in der Ilias einen Intrion (altgriechisch ἴντριον) genannten Kuchen aus Honig und Sesam. Auch Herodot erwähnt eine solche Süßspeise, die zu Tänzen von Jungen und Mädchen gereicht wurde. Im antiken Athen wurde bei Hochzeiten den ankommenden Gästen σησαμῆ gereicht, ein Gemisch von gerösteten und zerstoßenen Sesamkörnern mit Honig. Dieser Brauch besteht fort: Auf den Kykladen wird noch heute bei Hochzeiten und Taufen den Gästen Pasteli gereicht, auf Donoussa traditionell auf Zitronenblättern.